# Albert Stanley (1. baron Ashfield)
Albert Henry Stanley, 1. baron Ashfield (ur. 8 sierpnia 1874 w New Normanton w hrabstwie Derbyshire, zm. 4 listopada 1948), brytyjski przedsiębiorca i polityk, członek Partii Konserwatywnej, minister w rządach Davida Lloyda George’a.
Urodził się jako Albert Henry Knattriess. Jego ojciec, Henry Knattriess, zmienił nazwisko na "Stanley", kiedy rodzina wyemigrowała do Stanów Zjednoczonych. Stanleyowie zamieszkali w Detroit. Albert w wieku 14 lat rozpoczął pracę w Detroit Street Railways Company. W 1902 r. został generalnym nadintendentem firmy. Następnie pracował dla Railway Department w New Jersey Public Service Corporation.
W 1907 r. został generalnym zarządcą Underground Electric Railways Company (UERL) w Londynie, która zarządzała czterema kompaniami obsługującymi londyńskie metro. W 1910 r. firma zmieniła nazwę na London Electric Railway Company. Za czasów urzędowania Stanleya rozbudowano sieć metra oraz ustanowiono nad nim jeden zarząd. Za zasługi dla transportu Stanley otrzymał w 1914 r. tytuł szlachecki.
Stanley został w 1916 r. wybrany do Izby Gmin jako reprezentant okręgu Ashton-under-Lyne. W tym samym roku został członkiem Tajnej Rady oraz przewodniczącym Zarządu Handlu. Z tego ostatnie stanowiska zrezygnował w 1919 r. Rok później otrzymał tytuł 1. barona Ashfield i zasiadł w Izbie Lordów.
Po zakończeniu kariery politycznej powrócił na swoje poprzednie stanowisko. W tym czasie następowała dalsza rozbudowa metra oraz jego unowocześnianie. W 1928 r. Ashfield zrezygnował ze stanowiska generalnego zarządcy i objął funkcję prezesa. Wspólnie z ministrem transportu Herbertem Morrisonem doprowadził do powołania London Passenger Transport Board. W 1947 r. przeszedł na emeryturę. Zmarł rok później.